# História (folyóirat)
A História 1979 és 2012 között előbb nyomtatott, majd online is megjelent magyar történelmi tudományos ismeretterjesztő folyóirat volt. Alapítója és főszerkesztője Glatz Ferenc, az MTA egykori elnöke volt.
A rendszerváltás előtt a népszerűségét annak köszönhette, hogy a magyar és az egyetemes történelem, többnyire a közép-európai térség addig jobbára tiltott, ugyanakkor közérdeklődésre számot tartó kérdéseit tárgyalta.

## A nyomtatott változat főbb adatai[2]
- Cím: História
- Egyéb címadat; közreműködő: Magyar Történelmi Társulat folyóirata; felelős szerkesztő: Glatz Ferenc.
- Budapest: História Alapítvány,
- Évek: 1979–2012
- Periodicitás: évenként tízszer[3]
- ISSN: ISSN 0139-2409

## Honlapja
A www. historia.hu honlapon az egykori lapszámok címlapjai láthatók. A folyóirat egyes, linkelt cikkei elérhetőek vagy pdf formátumban  vagy a cikk linkjére kattintva.